# Autoscuola
L'autoscuola o scuola guida è un istituto dedicato all'educazione stradale, all'istruzione e alla formazione dei conducenti.
L'autoscuola deve svolgere l'attività di formazione dei conducenti per il conseguimento della patente di guida di qualsiasi categoria, possedere un'adeguata attrezzatura tecnica e didattica e disporre di insegnanti ed istruttori riconosciuti idonei dal Ministero delle infrastrutture e dei trasporti che rilascia specifico attestato di qualifica professionale. Qualora più scuole autorizzate si consorzino e costituiscano un centro d'istruzione automobilistica, riconosciuto dall'ufficio competente del Dipartimento per i trasporti terrestri secondo criteri uniformi fissati con decreto del Ministro delle infrastrutture e dei trasporti, le medesime autoscuole possono demandare, integralmente o parzialmente, al centro di istruzione automobilistica la formazione dei conducenti per il conseguimento di tutte le categorie di patenti, anche speciali, fatta eccezione per quella di categoria B, e dei documenti di abilitazione e di qualificazione professionale. In caso di applicazione del periodo precedente, le dotazioni complessive, in personale e in attrezzature, delle singole autoscuole consorziate possono essere adeguatamente ridotte.

## Storia
Le memorie di un primo permesso di condurre sono datate alla fine del XIX secolo. In Francia, nel 1883, Léon Serpollet, industriale e pioniere automobilistico francese fondatore della “Fratelli Serpollet e Co”, costruì il primo triciclo a vapore ma per poterlo condurre dovette attendere un’autorizzazione. Nel 1888, in Prussia, venne rilasciato un permesso di condurre al più noto Karl Benz, considerato l’inventore dell’automobile.
I primi passi dell’Italia verso l’introduzione di una patente di guida si ebbe nel 1901, con il “Regolamento per la circolazione degli automobili sulle strade ordinarie“, contenuto nel Regio Decreto del 28 luglio 1901 n.416, una sorta di un attuale decreto legge emanato dal Re. Questo regolamento conteneva degli articoli che regolavano la circolazione stradale e prevedeva una licenza che andava richiesta al prefetto e veniva rilasciata se si possedevano determinati requisiti. Fisicamente, il permesso, si presentava sotto forma di un librettino con foto, firma e uno spazio per le annotazioni. Il primo italiano cui fu rilasciata la “patente” fu Bartolomeo Tonietto, autista torinese di casa Savoia, il primo chauffeur d'italia. Il successivo Regio Decreto del 08 gennaio 1905 n. 24, “Regolamento per la circolazione delle automobili sulle strade ordinarie” ampliò ulteriormente le normative riguardanti la circolazione stradale dei veicoli
Da qui più di un secolo di evoluzione che attraverso l’emanazione di leggi e decreti ha creato il Codice della Strada e ha portato la patente fino ai nostri giorni.

## Il corpo docente
Per ciascuna sede l'autoscuola deve avere in organico almeno un insegnante di teoria ed un istruttore di guida, abilitati, ovvero un soggetto titolare di entrambe le abilitazioni. Una o entrambe le funzioni possono essere svolte dal titolare dell'autoscuola ovvero dal responsabile didattico di cui all'articolo 123, comma 4, del decreto legislativo 30 aprile 1992, n. 285

### Gli insegnanti
Gli insegnanti di teoria delle autoscuole devono avere i seguenti requisiti: 
- età non inferiore ai 18 anni;
- diploma di maturità quinquennale;
- non essere stato dichiarato delinquente abituale, professionale o per tendenza e non essere stato sottoposto a misure amministrative di sicurezza personale o di prevenzione;
- patente di guida della categoria B, normale e speciale.
- Aver superato un esame teorico presso una delle sedi Provinciali italiane a seguito della frequentazione di un corso di 145 ore

### Gli istruttori
Gli istruttori di Guida delle autoscuole devono avere i seguenti requisiti:
- età non inferiore ai 21 anni;
- diploma di maturità quinquennale;
- non essere stato dichiarato delinquente abituale, professionale o per tendenza e non essere stato sottoposto a misure amministrative di sicurezza personale o di prevenzione;
- patente di guida comprendente:
  1. le categorie A, B, C+E e D, ad esclusione delle categorie speciali, per gli istruttori che svolgono esercitazioni per il conseguimento delle abilitazioni necessarie per la guida di tutti i veicoli a motore e rimorchi, nonché per la loro revisione;
  2. le categorie B, C+E e D, ad esclusione delle categorie speciali, per gli istruttori che svolgono esercitazioni per il conseguimento delle abilitazioni necessarie per la guida di tutti i veicoli a motore e rimorchi, ad eccezione dei ciclomotori e dei motocicli, nonché per la loro revisione;
  3. almeno le categorie B speciale, C speciale e D speciale, per gli istruttori che devono presentare la dichiarazione di inizio attività di un’autoscuola.

- Aver superato un esame teorico e pratico presso una delle sedi Provinciali italiane a seguito della frequentazione di un corso propedeutico.

## Le aule
I locali dell'autoscuola e dei centri di istruzione automobilistica, di cui al decreto 17/05/1995 - n. 317, comprendono almeno:
a) un'aula di superficie non inferiore a m² 25 dotata di idoneo arredamento e separata dagli uffici o da altri locali di ricevimento del pubblico. Fermo restando quanto previsto dall'articolo 4, lettera c), eventuali ulteriori aule possono avere una superficie anche minore rispetto a quanto indicato al precedente periodo;
b) un ufficio di segreteria di superficie non inferiore a m² 10, attiguo all'aula ed ubicato nella medesima sede della stessa con ingresso autonomo;
c) servizi igienici.
2. L'altezza minima di tali locali e gli ambienti di cui al comma 1, lettere a) e c), sono conformi a quanto previsto dal regolamento edilizio vigente nel comune in cui ha sede l'autoscuola.

## I servizi

### Formazione per il conseguimento delle Patenti di guida
Le autoscuole possono formare i conducenti per la guida di tutte le categorie di patenti qui di seguito indicate
AM:
1) ciclomotori a due ruote (categoria L1e) con velocità massima di costruzione non superiore a 45 km/h, la cui cilindrata è inferiore o uguale a 50 cm³ se a combustione interna, oppure la cui potenza nominale continua massima è inferiore o uguale a 4 kW per i motori elettrici;
2) veicoli a tre ruote (categoria L2e) aventi una velocità massima per costruzione non superiore a 45 km/h e caratterizzati da un motore, la cui cilindrata è inferiore o uguale a 50 cm³ se ad accensione comandata, oppure la cui potenza massima netta è inferiore o uguale a 4 kW per gli altri motori a combustione interna, oppure la cui potenza nominale continua massima è inferiore o uguale a 4 kW per i motori elettrici;
3) quadricicli leggeri la cui massa a vuoto è inferiore o pari a 350 kg (categoria L6e), esclusa la massa delle batterie per i veicoli elettrici, la cui velocità massima per costruzione è inferiore o uguale a 45 km/h e la cui cilindrata del motore è inferiore o pari a 50 cm³ per i motori ad accensione comandata; o la cui potenza massima netta è inferiore o uguale a 4 kW per gli altri motori, a combustione interna; o la cui potenza nominale continua massima è inferiore o uguale a 4 kW per i motori elettrici;
A1:
1) motocicli di cilindrata massima di 125 cm³, di potenza massima di 11 kW e con un rapporto potenza/peso non superiore a 0,1 kW/kg;
2) tricicli di potenza non superiore a 15 kW;
A2:
motocicli di potenza non superiore a 35 kW con un rapporto potenza/peso non superiore a 0,2 kW/kg e che non siano derivati da una versione che sviluppa oltre il doppio della potenza massima;
A:
1) motocicli, ossia veicoli a due ruote, senza carrozzetta (categoria L3e) o con carrozzetta (categoria L4e), muniti di un motore con cilindrata superiore a 50 cm³ se a combustione interna e/o aventi una velocità massima per costruzione superiore a 45 km/h;
2) tricicli di potenza superiore a 15 kW, fermo restando quanto previsto dall'articolo 115, comma 1, lettera e), numero 1) del codice della strada;
B1:
quadricicli diversi da quelli di cui alla lettera a), numero 3), la cui massa a vuoto è inferiore o pari a 400 kg (categoria L7e) (550 kg per i veicoli destinati al trasporto di merci), esclusa la massa delle batterie per i veicoli elettrici, e la cui potenza massima netta del motore è inferiore o uguale a 15 kW.
Tali veicoli sono considerati come tricicli e sono conformi alle prescrizioni tecniche applicabili ai tricicli della categoria L5e salvo altrimenti disposto da specifiche disposizioni comunitarie.
B:
autoveicoli la cui massa massima autorizzata non supera 3500 kg e progettati e costruiti per il trasporto di non più di otto persone oltre al conducente; ai veicoli di questa categoria può essere agganciato un rimorchio avente una massa massima autorizzata non superiore a 750 kg. Agli autoveicoli di questa categoria può essere agganciato un rimorchio la cui massa massima autorizzata superi 750 kg, purché la massa massima autorizzata di tale combinazione non superi 4250 kg. Qualora tale combinazione superi 3500 chilogrammi, è richiesto il superamento di una prova di capacità e comportamento su veicolo specifico. In caso di esito positivo, è rilasciata una patente di guida che, con un apposito codice comunitario indica che il titolare può condurre tali complessi di veicoli.
BE:
complessi di veicoli composti di una motrice della categoria B e di un rimorchio o semirimorchio: questi ultimi devono avere massa massima autorizzata non superiore a 3500 kg.
C1:
autoveicoli diversi da quelli delle categorie D1 o D la cui massa massima autorizzata è superiore a 3500 kg, ma non superiore a 7500 kg, progettati e costruiti per il trasporto di non più di otto passeggeri, oltre al conducente; agli autoveicoli di questa categoria può essere agganciato un rimorchio la cui massa massima autorizzata non sia superiore a 750 kg;
C1E:
1) complessi di veicoli composti di una motrice rientrante nella categoria C1 e di un rimorchio o di un semirimorchio la cui massa massima autorizzata è superiore a 750 kg, sempre che la massa autorizzata del complesso non superi 12000 kg;
2) complessi di veicoli composti di una motrice rientrante nella categoria B e di un rimorchio o di un semirimorchio la cui massa autorizzata è superiore a 3500 kg, sempre che la massa autorizzata del complesso non superi 12000 kg.
C:
autoveicoli diversi da quelli delle categorie D1 o D la cui massa massima autorizzata è superiore a 3500 kg e progettati e costruiti per il trasporto di non più di otto passeggeri, oltre al conducente; agli autoveicoli di questa categoria può essere agganciato un rimorchio la cui massa massima autorizzata non superi 750 kg;
CE:
complessi di veicoli composti di una motrice rientrante nella categoria C e di un rimorchio o di un semirimorchio la cui massa massima autorizzata superi 750 kg;
D1:
autoveicoli progettati e costruiti per il trasporto di non più di 16 persone, oltre al conducente, e aventi una lunghezza massima di 8 metri; agli autoveicoli di questa categoria può essere agganciato un rimorchio la cui massa massima autorizzata non superi 750 kg;
D1E:
complessi di veicoli composti da una motrice rientrante nella categoria D1 e da un rimorchio la cui massa massima autorizzata è superiore a 750 kg;
D:
autoveicoli progettati e costruiti per il trasporto di più di otto persone oltre al conducente; a tali autoveicoli può essere agganciato un rimorchio la cui massa massima autorizzata non superi 750 kg;
DE:
complessi di veicoli composti da una motrice rientrante nella categoria D e da un rimorchio la cui massa massima autorizzata supera 750 kg.
Dal 2020 a causa dell'emergenza COVID19 e delle nuove decreti ministeriale per far fronte al rischio contagio le autoscuole possono anche svolgere la formazione a distanza tramite i propri insegnanti e istruttori di guida, o in alternativa attuare delle pratiche di distanziamento e di igienizzazione delle aule molto severe.

### Corsi di formazione professionale
Le autoscuole possono anche erogare la formazione per acquisire le abilitazioni CQC (carta di qualificazione conducente), CFP-ADR (Certificato di formazione professionale ADR), CAPA/B (Certificato di abilitazione professionale) e corsi per i rinnovi dei certificati di insegnanti e istruttori e ogni altra attività di formazione legata alle attività dell'educazione stradale.

### Rinnovo patente
Il servizio di rinnovo patente si rivolge a tutti i titolari di licenza di guida, le quali, come noto, hanno scadenze regolari. Le patenti A e B, per esempio, vanno rinnovate ogni 10 anni fino al cinquantesimo anno di età: da quel punto in poi gli intervalli diventano sempre più brevi, fino ad arrivare al rinnovo della patente biennale per gli ultra ottantenni.

### Revisione patente
La revisione della patente di guida viene disposta nel momento in cui sorgono dei dubbi relativi alla presenza dei necessari requisiti fisici e psichici per guidare in sicurezza un autoveicolo sulle strade pubbliche, nonché nel momento in cui il titolare perde tutti i punti della patente. In alcuni casi specifici si rende obbligatoria una visita medica. In altri casi la revisione della patente consiste invece nel rifare gli esami per la patente, sia la prova teorica che quella pratica: in questo caso non vengono verificati i requisiti fisici e psichici, quanto invece quelli tecnici. Questo accade quando un conducente esaurisce tutti i punti della propria patente o quanto nell’arco di 12 mesi commette tre violazioni di almeno 5 punti l’una. L’esame teorico di revisione per la patente B consiste in una prova con 30 domande a quiz della durata di 30 minuti, con un massimo di 3 errori consentiti.

### Duplicati per conversione estera
La conversione di una patente estera prevede la sostituzione del documento di guida con uno italiano.

### Corsi recupero punti
Il servizio di recupero punti patente è predisposto per tutte quelle persone che, a causa di infrazioni stradali, si ritrovano a vedere pericolosamente diminuito il proprio punteggio sulla patente di guida. Con l’introduzione della patente a punti, infatti, una volta abbassato concretamente il proprio bagaglio di punteggio, si rischia di andare incontro alla revisione della patente. Al termine del corso per il recupero dei punti non è previsto nessun esame: la sola frequenza delle lezioni, infatti, è sufficiente.